# Salzburgi Mozarteum Zenekar
A Salzburgi Mozarteum Zenekar (németül: Mozarteumorchester Salzburg) Ausztria egyik vezető, egyben legrégebbi és legismertebb szimfonikus együttese, amely Salzburg városában működik. A zenekar szorosan kötődik Wolfgang Amadeus Mozart örökségéhez, és kiemelkedő szerepet játszik a zeneszerző műveinek hiteles megszólaltatásában, valamint a klasszikus repertoár ápolásában. Az együttes nemzetközi hírnévre tett szert mind koncerttevékenysége, mind zenetudományi munkája révén, és a barokk zenétől a kortárs művekig terjedő repertoárral lép fel rendszeresen világszerte. A Mozarteum Zenekar a Mozart-életmű interpretációjának és kutatásának egyik nemzetközi központja, miközben meghatározó szerepet tölt be Salzburg zenei és kulturális életében.

## Története
A Salzburgi Mozarteum Zenekar története 1841-re nyúlik vissza, amikor Constanze Mozart – Wolfgang Amadeus Mozart özvegye – valamint fiai, Franz Xaver és Karl Thomas Mozart kezdeményezésére megalakult a Dommusikverein und Mozarteum, azaz a Domi Zenei Egylet és Mozarteum. Az új intézmény célja az volt, hogy ápolja Mozart zenei és szellemi örökségét, valamint fejlessze Salzburg városának zenei életét. 
A zenekar kezdetben egyházi és kamarazenei feladatokat látott el, de az évtizedek során fokozatosan professzionális szimfonikus együttessé fejlődött. E folyamat során szoros kapcsolatot ápolt a Mozarteum Alapítvánnyal és a salzburgi zeneakadémiával, így mind koncerttevékenységében, mind oktatási szerepében kulcsfontosságú zenei intézménnyé vált Ausztriában.
A 20. század első felétől kezdve a zenekar nemcsak Salzburg, hanem Európa koncertéletének is jelentős szereplőjévé vált. Már 1937-ben nagyszabású európai turnét tett, amely során fellépett többek között Budapesten, Varsóban, Lembergben, Bukarestben, Londonban és Párizsban – gyakran Bernhard Paumgartner karmester irányításával. E fellépéssorozat megalapozta nemzetközi hírnevét.
A zenekar 1965-ben debütált a Prágai Nemzetközi Tavaszi Fesztiválon, ahol ismét kiemelkedő együttesek között szerepelt, tovább erősítve presztízsét a nemzetközi zenei életben.
A Salzburgi Mozarteum Zenekar napjainkra Salzburg zenei identitásának egyik alappillérévé vált. Mint az egyik legrégebbi osztrák szimfonikus együttes, folyamatosan részt vesz olyan rangos eseményeken, mint a Salzburgi Ünnepi Játékok, a Mozartwoche fesztivál, valamint különféle hazai és nemzetközi turnék. Az alapítás óta töretlenül szolgálja Mozart zenei örökségének életben tartását – hiteles előadásmóddal, elkötelezett zenészekkel és történelmi felelősségtudattal. 

## Vezető karmesterek
A Salzburgi Mozarteum Zenekar művészi arculatát története során számos kiemelkedő karmester formálta. A 20. század elejétől kezdődően Bernhard Paumgartner volt az első olyan vezető, aki megalapozta az együttes nemzetközi hírnevét, különösen a Mozart-szerenádok kultuszának kialakításával. Az ő irányítása alatt kezdődtek meg a nagy európai turnék, amelyek során a zenekar számos jelentős városban – például Londonban, Budapesten és Párizsban – is fellépett. 
Kiemelkedő szerepet játszott a zenekar történetében Végh Sándor, a világhírű magyar hegedűművész és karmester, aki súlyos balesete után is folytatta pályáját karmesteri székről. Vezetése alatt a zenekar mély zenei tartalmat és művészi hitelességet képviselt, és tevékenysége nyomán Salzburg zenei életének meghatározó figurájává vált.
Emellett a zenekar rendszeresen dolgozik vendégkarmesterekkel is – többek között Fischer Ádám is dirigálta őket 2020-ban a Salzburgi Ünnepi Játékok keretében, három Mozart-mű előadásán. 
| - 1841–1861: Alois Taux - 1861–1868: Hans Schläger - 1868–1879: Ottó Bach - 1880–1908: Joseph Friedrich Hummel - 1908–1911: Joseph Reiter - 1911–1913: Paul Graener - 1913–1917: Franz Ledwinka - 1917–1938: Bernhard Paumgartner - 1939–1944: Willem van Hoogstraten - 1946: Robert Wagner - 1947–1949: Meinhard von Zallinger |  | - 1949–1953: Paul Walter - 1953–1958: Ernst Märzendorfer - 1959: Meinhard von Zallinger - 1960–1969: Mladen Bašić - 1969–1981: Leopold Hager - 1981–1984: Ralf Weikert - 1984–1994: Hans Graf - 1994–2004: Hubert Soudant - 2004–2016: Ivor Bolton - 2017–2022: Riccardo Minasi - 2024–: Roberto González-Monjas |

## Szerep Salzburg kulturális életében
A zenekar Salzburgban két saját koncertsorozatot működtet: a Sonntagsmatineen vasárnap délelőtti matinéit és a Donnerstagskonzerte csütörtök esti hangversenyeit.  E programok műsorán a bécsi klasszikusok – különösen Mozart – mellett gyakran szerepelnek romantikus és kortárs zeneszerzők művei is.
A Salzburgi Mozarteum Zenekar állandó résztvevője a Salzburgi Ünnepi Játékoknak, ahol többek között Gounod Rómeó és Júlia című operájának előadásában, Mozart-matinékon és különféle operaelőadásokon is közreműködik.    
A zenekar aktív szereplője volt a Mozart-jubileum (2006) ünnepi eseményeinek, valamint a Mozart-év (1991) programsorozatának is – ez utóbbiban például a Varázsfuvola előadásában vett részt a Landestheater színpadán.
A Mozart-szerenádok gyertyafényes hangulatú koncertjei a salzburgi érseki rezidencia udvarán kerülnek megrendezésre, különleges atmoszférát teremtve a nyári estéknek. 
A zenekar rendszeresen fellép az adventi és karácsonyi koncertsorozatokon Salzburg történelmi templomaiban – így a Dómban, a St. Blasius-templomban és a Mirabellplatz templomában –, emellett aktív közreműködője a több mint ötszáz éves hagyományt ápoló salzburgi karácsonyi vásár zenei programjának is. 
Az év utolsó napjait ünnepi hangversenyek koronázzák meg: a zenekar szilveszteri koncertjei olyan ikonikus helyszíneken zajlanak, mint a Residenzplatz, a Fesztiválszínház, a Mirabell kastély és a Dóm.

## Mozartwoche (Mozart-hét)
A Mozart-hét a Nemzetközi Mozarteum Alapítvány által évente, Mozart január 27-i születésnapja körül megrendezett koncertsorozat. 1956 óta tartják Salzburgban, és az egyik legrangosabb Mozart-fesztiválnak számít. Bár 2021-ben és 2022-ben a világjárvány miatt elmaradt, a 2019-ben intendánsként kinevezett Rolando Villazón művészeti vezetésével új lendületet kapott: visszatértek a tisztán Mozart-repertoárhoz. A Mozarteum Zenekar itt is visszatérő szereplő, olyan társzenekarok mellett, mint a Bécsi Filharmonikusok, Camerata Salzburg, vagy a Mahler Ifjúsági Zenekar.  

## Magyar kapcsolódások
- Budapesti Tavaszi Fesztivál (2006): A világ Mozart születésének 250. évfordulóját ünnepelte; a zenekar ehhez kapcsolódva lépett fel.[13]
- Magyar hetek Salzburgban (1979): A zenekar Bartók Béla három színpadi művét adta elő az Állami Operaház vendégszereplésének részeként, Kórodi András vezényletével. [14]
- Miskolci Nemzetközi Operafesztivál (2003): Mozart egyházi művei, köztük a Requiem (K 626), az Adagio és fúga (K 546), valamint a Misericordias Domini (K 222) hangzottak el az Avasi református templomban, a Salzburgi Dóm Kórusa közreműködésével, prof. Czifra János vezényletével. A koncert különlegessége volt még az Ergo interest, an quis – Quare superna (K 143) előadása is.[15]
- Végh Sándor világhírű hegedűművész és karmester éveken át vezette a Salzburgi Mozarteum Zenekart,  többek között a Zeneakadémián 1994. április 24-én tartott koncerten. [7] [16]
- Mácsai Zoltán magyar kürtművész 2008 és 2016 között volt a zenekar szólókürtöse.[17]
- Papp Gábor, magyar hegedűművész a zenekar 3. koncertmestere volt, valamint tagja a Camerata Salzburg kamarazenekarnak.[18]
- Tornai Ferenc szaxofonművész a Mozarteum hivatalos szaxofonistájaként is ismertté vált. [19]
- Fekete Zoltán vezényletével 1951-ben készült el Bartók Első szvitjének lemezfelvétele. [20]
- Virovai Róbert 1937-ben szólistaként lépett fel a Salzburgi Mozarteum Zenekar budapesti koncertjén, ahol Mozart D-dúr hegedűversenyét adta elő. [3]
- Fischer Ádám: 2020-ban három Mozart-művet vezényelt a Salzburgi Ünnepi Játékokon. [5]

## Nemzetközi fellépések és fesztiválszereplések
A zenekar rendszeresen turnézik világszerte, rangos fesztiválhelyszíneken és nagyvárosokban lép színpadra, többek között Londonban, Brüsszelben, Luxemburgban, Párizsban, Budapesten, Bécsben és Tokióban. Emellett fellépett a londoni osztrák nagykövetségen, a BBC rádióban, valamint több kelet-európai fővárosban, például Varsóban, Lembergben és Bukarestben is. 
1965-ben mutatkozott be a Prágai Tavasz Fesztiválon Bernhard Paumgartner vezényletével. A fesztiválra 1989-ben és 1991-ben is visszatért, többek között a Varázsfuvola koncertváltozatával, olyan rangos együttesek társaságában, mint a BBC Philharmonic és a Cleveland Orchestra. 
A George Enescu Nemzetközi Fesztivál vendégeként is több alkalommal szerepelt, 2015-ben például a Berlini Filharmonikusokkal és a Concertgebouw Amsterdam együttessel osztotta meg a színpadot.

## Felvételek és zenetudományi munka
A Salzburgi Mozarteum Zenekar tevékenysége nemcsak a koncertpódiumokon jelentős, hanem a hangfelvételek és zenetudományi kutatás terén is. A zenekar számos elismert stúdió- és élőfelvételt készített, melyek középpontjában elsősorban Wolfgang Amadeus Mozart művei állnak, de repertoárjuk kiterjed Haydn, Beethoven, barokk mesterek, romantikus szerzők és kortárs komponisták munkáira is.
A zenekar egyik történelmi jelentőségű rögzítése Bartók Béla Első szvitje, amelyet 1951-ben Fekete Zoltán vezényelt lemezre – ez a felvétel különösen fontos mérföldkő volt a Bartók-művek nemzetközi terjesztésének hajnalán. A 20. század második felében több Bartók-mű is szerepelt a zenekar műsorán. 
Jelentősebb rögzített kiadványok:
- Karácsonyi albumok Jonas Kaufmann-nal. [23]
- Gounod: Rómeó és Júlia  DVD-felvétel. [8]
- Koncertközvetítések Salzburg történelmi helyszíneiről
- Számos Mozart-szimfónia és versenymű, valamint barokk és romantikus repertoár darabjai

## Oktatási és ifjúsági programok
A Salzburgi Mozarteum Zenekar elkötelezetten szolgálja a zenei nevelés ügyét, és kiemelten fontosnak tartja a klasszikus zene társadalmi beágyazottságának erősítését. Az együttes számos oktatási és ifjúsági programot indított és működtet, melyek célja a fiatal hallgatóság és a következő zenésznemzedék megszólítása, fejlesztése.
A zenekar szoros kapcsolatot ápol a salzburgi zeneiskolával és a Mozarteummal (Salzburgi Mozarteum Egyetem), és rendszeresen biztosít lehetőséget a fiatal zenészek számára, hogy mesterkurzusokon vegyenek részt, vagy akár közösen lépjenek fel a professzionális együttessel. 
A Mozarteum Zenekar nyilvános próbákat, interaktív workshopokat, valamint iskolákkal és művészeti intézményekkel együttműködésben szervezett foglalkozásokat kínál, melyek célja az értő zenehallgatás elmélyítése és a zenei élmények élményszerű közvetítése. E programok gyermekeket és felnőtteket egyaránt megszólítanak, és arra törekednek, hogy a klasszikus zene elérhetővé váljon minden korosztály számára.

## Fordítás
Ez a szócikk részben vagy egészben az angol Wikipédia  szócikkének fordításon alapul. Ez a szócikk részben vagy egészben  a   Mozarteum Orchestra Salzburg című angol Wikipédia-szócikk ezen változatának fordításán alapul.  Az eredeti cikk szerkesztőit annak laptörténete sorolja fel. Ez a jelzés csupán a megfogalmazás eredetét és a szerzői jogokat jelzi, nem szolgál a cikkben szereplő információk forrásmegjelöléseként.